# Helvetische Aktion
Die Helvetische Aktion (HV) entstand 1934 aus dem Zusammenschluss der Frontenparteien Heimatwehr und der Schweizerischen Faschistischen Bewegung (SFB).
Parteiführer war der Waadtländer Oberst Arthur Fonjallaz. Die Partei bekämpfte die Freimaurerei, die «Zinsknechtschaft» und den Bolschewismus. In einigen Kantonen arbeitete man mit der Nationalen Front zusammen.
Bei den Wahlen in den Grossen Rat des Kantons Bern von 1934 gewann die HV in Frutigen 40,4 % und im Simmental 11,4 % der Wählerstimmen. Ende 1934 kam es zum Streit, ob und wie die Partei mit den Faschisten zusammenarbeiten sollte, und die Helvetische Aktion spaltete sich daraufhin wieder auf.